# NGC 6163
NGC 6163 é uma galáxia lenticular (SB0) localizada na direcção da constelação de Hercules. Possui uma declinação de +32° 50' 49" e uma ascensão recta de 16 horas, 28 minutos e 27,8 segundos.
A galáxia NGC 6163 foi descoberta em 30 de Junho de 1870 por Édouard Jean-Marie Stephan.